# Писанець Євген Максимович
Євген Максимович Писанець (нар. 22 серпня 1949, с. Вячеславка, Приморський район, Запорізька область — пом. 15 жовтня 2016, м. Київ) — український зоолог (переважно батрахолог), доктор біологічних наук, музеєзнавець.

## Біографія

### Хроніки навчання і роботи
1968—1973 — навчання на відділенні географії та біології Природничо-географічного факультету Мелітопольського державного педінституту. (До вибору своєї основної спеціальності — біології — навчався два роки в технікумі на спеціальності, пов'язаній з металообробкою).
1974—1975 — асистент кафедри зоології Мелітопольського педінституту, викладач зоології.
1975—1978 — аспірантура Інституту зоології ім. І. І. Шмальгаузена НАН України, Київ.
1979—1989 — Мелітопольський педінститут, шлях від асистента до декана: 1979—1980 — асистент кафедри зоології;
1980—1982 — доцент кафедри зоології; 1981—1989 — декан Природничо-географічного факультету того ж вишу. Викладав переважно дисципліни еволюційного характеру: «генетика», «дарвінізм», «еволюційне вчення» та ін.
1989—1992 — стажування та докторантура в Інституту зоології ім. І. І. Шмальгаузена НАН України (у відділі Зоомузею). Після закінчення докторантури — переїзд до рідного Мелітополя, де став до праці з 1993 року в Мелітопольському педінституті.
1993—1996 — завідувач герпетологічної лабораторії Мелітопольського педінституту, яка 1996 року увійшла до складу НДІ біорізноманіття цього ж університету (1995 року Євген Писанець захистив докторську дисертацію і наступного 1996 року став директором цього НДІ). Захист дисертації на здобуття наукового ступеня доктора біологічних наук відбувся в Інституті зоології НАН України 19 грудня 1995 року.
1996—1999 — директор НДІ біорізноманіття наземних та водних екосистем України при Мелітопольському педуніверситеті, завідувач відділу герпетології та зоомузею цього НДІ. Влітку 2008 року (3.07.2008) отримав від Атестаційної колегії Міністерства освіти і науки України почесне звання і диплом професора кафедри біології (цит. за оригіналом). У 1999 році — переїзд до Києва, де замістив свого вчителя, що пішов із життя в січні 1998 року (Щербак Микола Миколайович: 31 жовтня 1927 — 27 січня 1998).
1999—2016 — завідувач Зоологічного відділу (колишнього зоологічного музею) Національного науково-природничого музею НАН України. Одночасно член Музейної ради та Вченої ради ННПМ, член редколегії «Вісника ННПМ», «Праць Теріологічної школи» та «Праць Українського герпетологічного товариства», головний редактор «Збірника праць Зоологічного музею». Упродовж 2009—2016 років — професор кафедри біології Національного університету «Києво-Могилянська академія» (викладач за сумісництвом).

### Подорожі, експедиції

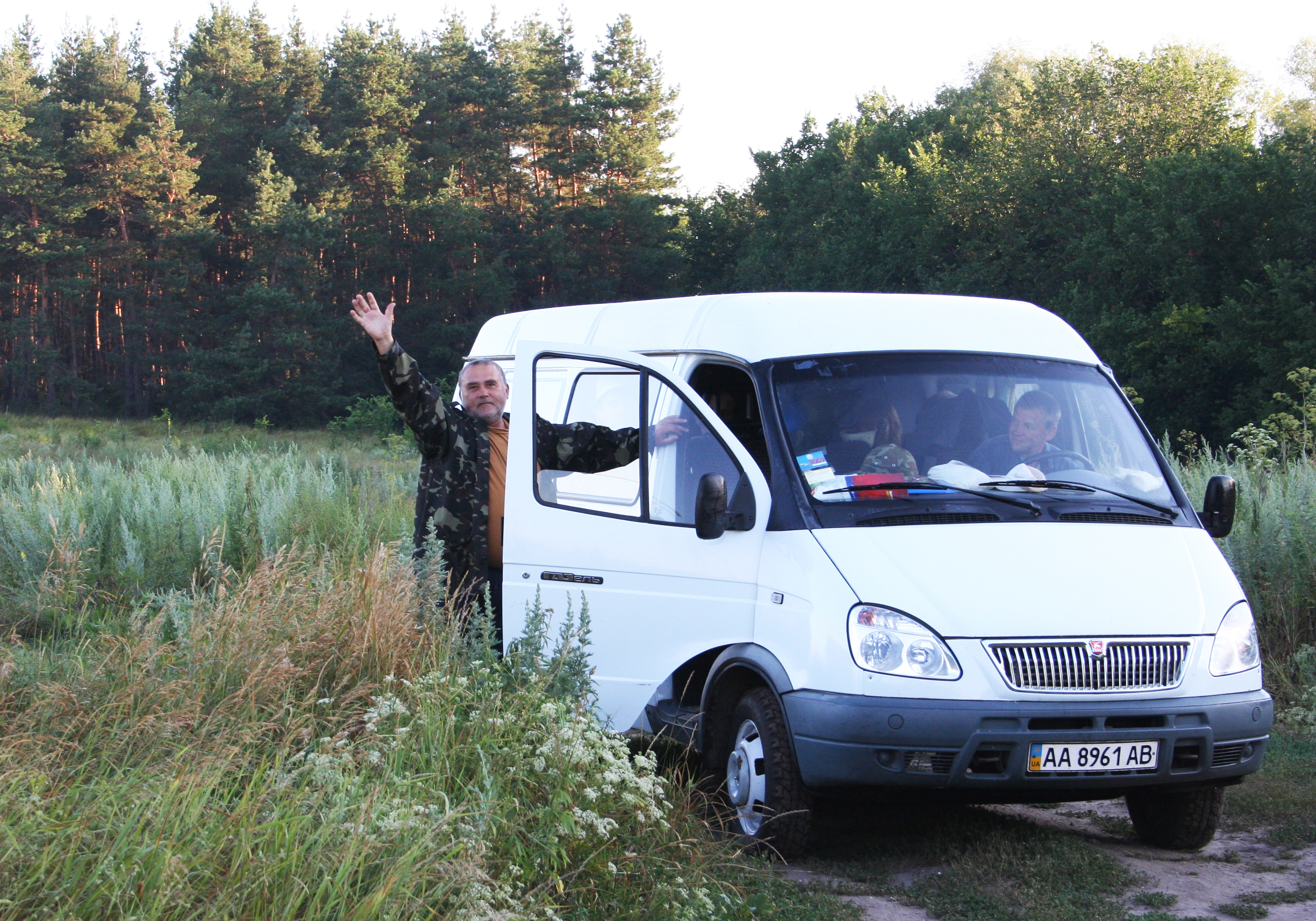
Євген Писанець та експедиційний загін ННПМ у заказнику «Шарів Кут», Луганщина, 12.07.2008

Євген Писанець багато мандрував, завжди як науковець — робив записи і збирав колекційні зразки. За його плечима поїздки до Криму, Туркменістану, Лхаси (Тибет), Непалу, Індії, Еквадору, Перу тощо.

## Наукова діяльність

### Напрями наукових досліджень
Напрями наукових досліджень — фауна та систематика амфібій, питання походження та еволюції цих тварин, каріологія, поліплоїдія, гібридизація, питання видоутворення.
Головні наукові інтереси: музейна справа, систематика, еволюція, фауністика, біорізноманіття.

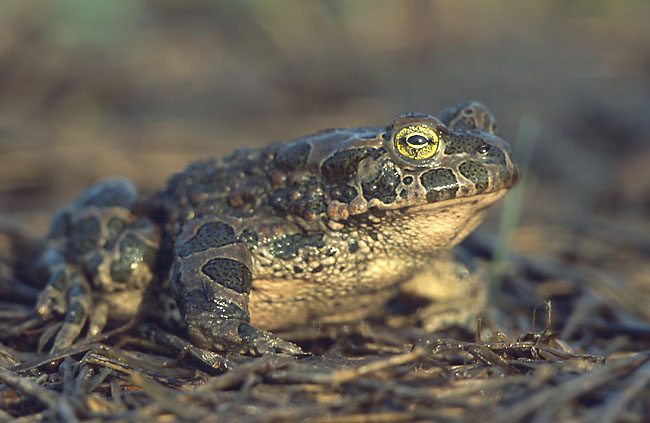
Зелена ропуха — один із ключових об'єктів досліджень мінливості, які проводив Є. Писанець.

### Дисертаційні дослідження
Кандидатська дисертація — «Систематика та географічна мінливість ропух фауни СРСР». Одним із найяскравіших результатів цього дослідження, яке стало візиткою всього подальшого наукового життя дослідника, став опис нового виду ропух, який виявився тетраплоїдною формою ропух із групи Bufo «viridis» — Bufo danatensis Pisanets, пізніше названої (на засадах пріоритету) як «Pseudepidalea oblonga» (автор таксона — Олександр Нікольський, 1896).
Докторська дисертація — «Ропухи Палеарктики (мінливість, систематика та значення поліплоїдії в еволюції роду Bufo)» (величезна праця обсягом понад 800 сторінок).

### Дослідження учнів
Під керівництвом Є. М. Писанця виконано низку зоологічних досліджень, за результатами яких захищено кандидатські дисертації. Серед таких учнів — Юрій Кармишев (Мелітопольський педуніверситет), Наталя Сурядна (Університет «Україна», Мелітополь), Віктор Ремінний (Президія НАН України), Назар Смірнов (Чернівецький краєзнавчий музей), Анатолій Романь (ННПМ). Перше з цих досліджень стосувалося плазунів, наступні три — амфібій, четверте — риб.

## Діяльність у галузі музеології

### Історичні розвідки
Євген Писанець став автором та співавтором низки путівників по ННПМ загалом та його зоологічному відділенню, відомому раніше як «Зоологічний музей АН». Продовжуючи дослідження з історії музею, започатковані В. Караваєвим, М. Шарлеманем, І. Підоплічком та М. Щербаком, Євген Максимович зробив чимало для відтворення історії зоологічних колекцій та експозицій і є автором відповідних розділів у двох путівниках циклу «Зоологічний музей» (2005 та 2009 рр.). Ініціював створення фотоекспозиції «Директори Зоологічного музею».

### Фонди та експозиція зоологічного музею
За ініціативи та під керівництвом Євгена Максимовича була створена електронна база даних фондових колекцій та експозиційної частини Зоологічного музею. За матеріалами експедиційних поїздок створена постійна фотоекспозиція «Галапагоси: від Дарвіна до сьогодення».

### Збірник праць зоологічного музею

Обкладинка журналу «Збірник праць зоологічного музею»

Каталог типів у зоологічних колекціях ННПМ, 2001

Завдяки активності Євгена Максимовича, 2005 року було відновлено видання «Збірника праць Зоологічного музею», що із перервами виходив з 1926 по 1976 рр. (у вікіпедії є 93 посилання). Значною мірою це мало символічне значення, як поновлення одного з найдавніших природознавчих видань НАН України. Проте на початок 2000-х років ринок зоологічних видань в Україні був доволі насиченим (видавалися (Вестник зоологии, Беркут, Праці Теріологічної школи тощо), через що наповнення портфелю було проблемним. На певний час це видання мало статус «фахового», у 2010—2015 рр., з ISSN 0132-1102. Для нього створено профіль у гугл-академії та вебсторінку на сайті ННПМ.

### Каталоги колекцій
За ініціативою Євгена Максимовича було розпочато серію видань «Каталог коллекций Зоологического музея ННПМ НАН Украины», в основу якої покладено каталог, виданий ще М. М. Щербаком з колегами (Щербак, Токарь, Кириленко, 1997). На сьогодні видано 14 каталогів, всі вони мають єдиний формат і дизайн обкладинки (жовті каталоги формату А5). Усі вони видані за редакцією Євгена Писанця.
В основі каталогів — бази даних, створені в зоологічному відділі ННПМ за ініціативою Євгена Максимовича. На сьогодні повні бази даних створено для колекцій риб, амфібій, плазунів, птахів і ссавців, а також типових зразків усіх груп тварин.

## Основні наукові публікації

### Цитування наукових праць

Обкладинка книги «Земноводні України», 2007 р.

За гугл-академією, у якій створено профіль дослідника, відомо 900 цитуваннь 31 праці, у тому числі 104 цитування статті про сільських ластівок із Чорнобильської зони відчуження (найбільш цитована праця дослідника) — «Condition, reproduction and survival of barn swallows from Chernobyl» (2005). Наступною за рівнем визнання є праця «Амфибии Украины (справочник-определитель земноводных Украины и сопредельных территорий)» (Писанец, 2007). Однією з найвизначніших робіт є стаття 1978 року з описом нового поліплоїдного виду ропух: «Новый полиплоидный вид Bufo danatensis Pisanetz, sp.n. из Туркмении» (Писанець, 1978).
Профіль дослідника в гугл-академії >>>

### Головні видання (монографії, збірники)

Обкладинки книги «Амфібії Криму», 2016 р.

- Каталог типовых экземпляров Зоологического музея / Е. М. Писанец, ред.; Зоологический музей ННПМ НАН України. — Киев, 2001. — 140 с. (рос.)
- Amphibia / Е. М. Писанец, ред.; Зоологический музей ННПМ НАН України. — Киев, 2001. — 140 с.
- Каталог коллекций Зоологического музея ННПМ НАН Украины. Хвостатые земноводные (Amphibia, Caudata) / Зоомузей ННПМ НАН Украины. — Киев, 2003. — 148 с. (рос.)
- Писанець Є. Земноводні України (посібник для визначення амфібій України та суміжних країн). — Київ: Видавництво Раєвського, 2007. — 192 с. ISBN 966-7016-41-2.

### «Амфібії Криму»
У вересні 2016 року в ННПМ відбулася яскрава презентація нової (і останньої, як сталося) книги Євгена Писанця — «Амфібії Криму», написаній у співпраці з Олегом Кукушкіним (Карадазький природний заповідник). Цю книгу було видано у двомовній — українсько-англійській — версії. Попри численні зауваги щодо недоцільності співпраці з кримськими колегами і підготовки праць про дослідження на окупованих територіях Євген Максимович зайняв жорстку позицію щодо потреби проведення досліджень і підготовки узагальнень таких територій і видання зведень українською та англійською мовами. Що й було ним зроблено і яскраво презентовано. Накопичені на сьогодні колекції дозволяють аналізувати склад фауни, поширення й мінливість видів різних груп тварин з багатьох регіонів як в Україні, так і далеко за її межами, що вкотре підкреслює цінність зоологічних колекцій як джерела даних.

## Громадська діяльність та визнання
Організатор і перший президент (до 2013 р.) Українського герпетологічного товариства, яке проводить свої конференції кожні два роки.
Редактор «Праць» цього товариства, з яких на сьогодні видано 5 томів (у тому числі 2009 — № 2, 2011 — № 3, 2013 — № 4, 2015 — № 5).
У вересні 2016 року нагороджений (Постанова Президії НАН України) відзнакою НАН України «За підготовку наукової зміни», присудженої з нагоди 50-річчя Національного науково-природничого музею НАН України.